# Viscount Leathers

Wappen der Viscounts Leathers

Viscount Leathers, of Purfleet in the County of Essex, ist ein erblicher britischer Adelstitel in der Peerage of the United Kingdom.

## Verleihung und nachgeordnete Titel
Der Titel wurde am 18. Januar 1954 für den Unternehmer und Politiker Frederick Leathers, 1. Baron Leathers, geschaffen.
Er war bereits am 19. Mai 1941 in der Peerage of the United Kingdom zum Baron Leathers, of Purfleet in the County of Essex, erhoben worden.
Heutiger Titelinhaber ist sein Enkel Christopher Leathers als 3. Viscount.

## Liste der Viscounts Leathers (1954)
- Frederick Leathers, 1. Viscount Leathers (1883–1965)
- Frederick Leathers, 2. Viscount Leathers (1908–1996)
- Christopher Leathers, 3. Viscount Leathers (* 1941)

Titelerbe (Heir apparent) ist der Sohn des aktuellen Titelinhabers Hon. James Leathers (* 1969).